# Azambuja
Azambuja es una villa portuguesa del distrito de Lisboa, en la región de Ribatejo. Cuenta con aproximadamente 6900 habitantes en 2006.
Es la sede del municipio del mismo nombre, el cual contaba con 21 421 habitantes en 2021. Se encuentra subdividido en siete freguesias y se halla limitado por los municipios de Rio Maior, Santarém, Cartaxo, Salvaterra de Magos, Benavente, Vila Franca de Xira, Alenquer y Cadaval.

## Demografía
| Gráfica de evolución demográfica de Azambuja entre 1864 y 2021 |
|                                                                |
| Datos según el nomenclátor publicado por el INE portugués.     |

## Freguesias
Las freguesias de Azambuja son las siguientes:
- Alcoentre
- Aveiras de Baixo
- Aveiras de Cima
- Azambuja
- Manique do Intendente, Vila Nova de São Pedro e Maçussa
- Vale do Paraíso
- Vila Nova da Rainha